# Hochiss
Hochiss är ett berg i Österrike.   Det ligger i distriktet Schwaz och förbundslandet Tyrolen, i den västra delen av landet, 400 km väster om huvudstaden Wien. Toppen på Hochiss är 2 299 meter över havet. Hochiss ingår i Sonnwend Gebirge.
Terrängen runt Hochiss är bergig söderut, men norrut är den kuperad. Närmaste större samhälle är Jenbach, 7,4 km söder om Hochiss. 
I omgivningarna runt Hochiss växer i huvudsak blandskog. Runt Hochiss är det ganska tätbefolkat, med 100 invånare per kvadratkilometer.